# 34-й батальон шуцманшафта
34-й фронтовой батальон шуцманшафта (нем. Schutzmannschaft Front Bataillon nr. 34, эст. 34. Kaitse Rindepataljon) — эстонское подразделение шуцманшафта.

## Краткая история
Создан в 1942 году в окрестностях городов Валга и Выру, в его состав входили четыре эстонские роты организации Тодта. Командовал батальоном майор СС Рудольф Мартинсон. В батальоне состояли около 500 человек, они несли службу в районе Пскова. В декабре 1943 года был переименован в 34-й эстонский полицейский батальон, командовал им с этого момента старший лейтенант Хенрик Силльяпере. В начале 1944 года батальон, по данным вермахта, всё ещё базировался около Пскова. Дальнейшая судьба неизвестна: предположительно, батальон был уничтожен в ходе Псковско-Островской операции.